# Ницой, Лариса Николаевна
Лариса Николаевна Ницой (укр. Лариса Миколаївна Ніцой, урождённая Ефременко (укр. Єфременко); род. 17 марта 1969, Капитановка, Кировоградская область) — украинская писательница, общественный и политический деятель. Член НСПУ (2011). Являлась членом партии «Реформы и порядок».

## Биография
Родилась 17 марта 1969 года в посёлке Капитановка Кировоградской области в семье врача и педагога.
Окончив школу, приняла решение поступить на русскую филологию в Кировоградском государственном педагогическом институте, но в итоге поступила на украинскую. После окончания вуза в 1991 году, стала учителем украинского языка и литературы в Кировограде. Прошла курсы по избирательным технологиям в Национальном демократическом институте по международным вопросам, Международном республиканском институте и Фонде имени Конрада Аденауэра.
В 1998 году получив приглашение от политика Вячеслава Чорновола, переехала в Киев. Являлась сотрудником аппарата партии «Рух», а позднее помощником Геннадия Удовенко. Работала в партии «Реформы и порядок» под руководством Виктора Пинзеника. Являлась помощником-консультантом в Верховной раде Украины. В 2010 году была назначена заместителем директора «Центра стратегических разработок», руководителем которой являлся её супруг.
С 2011 году руководитель предприятия «Кировоградрыбгосп».
1 ноября 2018 года были введены российские санкции против 322 граждан Украины, включая Ларису Ницой.

## Писательская деятельность
Пишет в жанре детской литературы. Одна из её самых известных работ — повесть «Несокрушимые мураши», повествующая в аллегорической форме о вооружённом конфликте на востоке Украины. Другие её работы посвящены проблемам инклюзивного образования и милосердия по отношению к животным.
Инициатор празднования на Украине Всемирного дня писателя и ежегодного круглого стола «Книга на защите детской души», который должен проходить в день защиты детей. Выступила организатором всеукраинского движения «Взрослые читают детям» и всеукраинской акции «Почитай мне, папа!». Автор серии уроков для школ «Библиотечный урок ведёт писатель». Одна из трёх авторов театрального украино-белорусско-российского проекта для минского театра «Знич» — спектакля «Ярик и дракон».
Ряд её работ включен Министерством образования Украины в школьную программу.
В 2016 году вошла в жюри конкурса «Коронация слова».

## Общественная деятельность и взгляды
Лариса Ницой известна как защитница украинского языка, сторонница украинизации и противница использования русского языка на Украине. Деятельность Ницой сравнивают с поведением представителя партии ВО «Свобода» Ирины Фарион. Является членом Координационного совета по вопросам применения украинского языка во всех сферах жизни Украины при Министерстве культуры Украины. По словам самой Ницой, общественной деятельностью она начала заниматься во время «Революции на граните» (1990 год). Начало языковой борьбы Ницой относит к моменту, когда она узнала о том, что её сыну в пятом классе будут преподавать русский язык. Ницой устроила кампанию против изучения русского языка в одной из кировоградских школ, после чего руководство учебного заведения изъяло русский из изучения.
Ницой стала известна в 2016 году, когда написала открытое письмо к исполняющей обязанности министра здравоохранения Украины Ульяне Супрун, в котором возмутилась тем, что художница Светлана Рудикова в рамках благотворительной акции нарисовала на стенах детской больницы Охматдит «сказочных рыб», подписав их именами на русском языке. Писательница потребовала от Супрун вмешаться в ситуацию, после чего надписи на русском были закрашены, а Рудикова объявила, что добавит подписи на украинском, английском, татарском и иврите.
В декабре 2016 года между Ницой и продавщицей одного из киевских магазинов бытовой химии произошёл конфликт. Ницой попросила сотрудника магазина перейти на украинский язык, однако получив отказ, бросила ей в лицо горсть мелочи. Позднее она предлагала демонтировать с киевской станции метро «Университет» бюсты русских писателей Михаила Ломоносова, Александра Пушкина и Максима Горького. В мае 2017 году Ницой призвала спалить офис билетного оператора, продававшего билеты на полуфинал Евровидения в Киеве на русском языке. После того, как Ницой была приглашена к следователю СБУ по делу инсценировки убийства Аркадия Бабченко, поскольку её имя упоминалось в числе 47 возможных целей для покушения, писательница возмутилась обращению сотрудников СБУ к ней на русском. В 2018 году во время эфира передачи «Большой вечер» на телеканале NewsOne Ницой обратилась к журналистке Диане Панченко с просьбой говорить не на русском языке, а на украинском. Панченко заявила, что Ницой не может указывать ей, на каком языке говорить, после чего писательница покинула студию. По мнению социолога Ирины Бекешкиной деятельность Ницой в вопросе украинизации может настроить общество против украинского языка.
После матча 1/8 финала чемпионата Европы 2020 года по футболу, в котором сборная Украины обыграла Швецию, а решающий гол забил футболист Артём Довбик, писательница назвала того «московитом», поскольку послематчевое интервью спортсмен дал на русском языке.
Кроме того, Нацой заявляла, что основными организаторами Голода на Украине (1932—1933) являлись евреи.

## Политическая деятельность
На парламентских выборах 2006 года баллотировалась по 185 округу от блока «ПРП-Пора!», буду членом партии «Реформы и порядок», однако избрана не была.
Являлась помощником народных депутатов на платной основе депутатов IV созыва от блока «Наша Украина» Владимира Бондаренко и Михаила Косова, а в VI созыве — депутата от Блока Юлии Тимошенко Игоря Грынива.
В 2019 году зарегистрировалась кандидатом в народные депутаты Украины по 117 округу (Львов) от партии «Рух». По итогам выборов Ницой заняла шестое место (4,45 %).

## Влияние
Ницой была включена журналом «Фокус» в список «100 самых влиятельных женщин Украины» 2021 года.

## Награды и звания
- Дипломант литературного конкурса «Коронация слова» в номинации проза для детей (2007)[2]
- Лауреат всеукраинской премии «Ветвь золотого каштана» в номинации «Социальная проза» (2014)[2]
- Книга «Две бабушки в необычной школе или сокровище в коляске» вошла в Длинный список премии Детская книга года по версии Би-би-си (2016)[27]
- Дипломант литературного конкурса «Коронация слова» в номинации сценарий анимационного фильма (2018)[28]
- Награда издательства «BaraBooka» в номинации «Социальная книга года» (2020)[29]
- Литературная премия НСПУ имени Платона Воронька (2020)[30]

## Личная жизнь
Супруг — Андрей Анатольевич Ницой (род. 1964), являлся руководителем ячейки «Руха» в Кировограде, неоднократно безуспешно баллотировался в народные депутаты Украины, позднее стал директором «Центра стратегических разработок»
Дети — Леся и Ярослав.

## Книги
- 2001 год — «Казка про славного Орленка»
- 2006 год — «Пригоди лисеняти Бума»
- 2008 год — «Як хом’ячок друзів шукав»
- 2009 год — «Невигадані історії про звіряток-друзяток»
- 2009 год — «Казка про Українське Щастя»
- 2010 год — «Ярик і дракон»
- 2010 год — «Зомба»
- 2012 год — «Невигадані історії про звіряток-друзяток» — видання друге
- 2012 год — «Ярик-векалка»
- 2013 год — «Ярик і рогатий Мі»
- 2013 год — «Страшне страховисько»
- 2014 год — «Мій Блек»
- 2014 год — «Неслухи і вередулі»
- 2015 год — «Зайчикове щастя»
- 2015 год — «Зомба або історія про милосердя»
- 2015 год — «Павлусь і Павлинка»
- 2016 год — «Дві бабуськи в незвичній школі або скарб у візку»